# امتداد الموسم
في الزراعة، يشير مصطلح امتداد الموسم إلى أي شيء يسمح بزراعة أي محصول خارج موسم نموه الخارجي الطبيعي.
وبالنسبة للمناخات الأبرد، تمثل الصوبة الزراعية المدفأة بالكامل والمضاءة صناعيًا أفضل وسيلة لامتداد الموسم، حيث تسمح بزراعة بعض المحاصيل طوال العام، حتى في فصول الشتاء التي تنخفض فيها درجة الحرارة إلى ما تحت الصفر. وهو توجه يتطلب طاقة كبيرة. وهناك العديد من الطرق الأخرى للتغلب على برودة الجو، والزراعة الربيعية المبكرة، ونمو المحاصيل في الخريف والشتاء:
- أغطية المحاصيل: نسيج خفيف يوضع على النباتات ويحفظ الحرارة، ويمكن أن يوفر حتى عدة درجات من الحماية من الصقيع. وفي الحدائق الأصغر، يمكن أن يؤدي أي نوع من الأغطية تقريبًا هذا الغرض، ومنها المخاريط المصنوعة من ورق الجرائد والقطع المتفرقة من البلاستيك وما إلى ذلك.
- البيوت الطوقية: يوضع غطاء بلاستيكي على إطار (عادة بشكل مقوس)، لصناعة نوع من الصوب. وقد تكون البيوت الطوقية كبيرةً أو صغيرةً، بسيطةً أو معقدة مثل الصوب.
- الأطر الباردة: حاويات شفافة غير مزودة بسقف، مبنية على مستوى الأرض، وتُستخدم لحماية النباتات من الطقس البارد. وتوجد الأطر الباردة في بعض الحدائق الخاصة بزراعة الخضروات. ويشيع استخدامها لزراعة النبتات الصغيرة التي يتم بعد ذلك نقلها لزراعتها في الأرض.
- النشارات: أي مادة توضع على التربة حول النباتات لتساعد في الحفاظ على الحرارة. وتشمل النشارات العضوية القش والسماد وما إلى ذلك. وتستخدم النشارات الصناعية، التي عادةً ما تكون عبارة عن أغطية بلاستيكية تحتوى على شقوق تنمو منها النباتات، على نطاق واسع في نمو النباتات.
- أسرة النباتات: الأسرة التي تتفكك فيها التربة وتتجمع على ارتفاع من بعض البوصات إلى أكثر من قدم عن الأرض المحيطة ليزداد دفؤها بشكل أسرع في الربيع، مما يسمح بالزراعة المبكرة.

تزداد فعالية تقنيات امتداد المواسم عند الجمع بينها وبين مجموعات المحاصيل المختارة لظروف النمو الممتد. وتستخدم العديد من التوجهات في الزراعة على نطاق واسع، وكذلك في الزراعة العضوية ضيقة النطاق، وزراعة الحدائق المنزلية.
وباستخدام طرق التدفئة بدون ضوء، اعتمادًا على المحصول، يمكن إضافة عدة أسابيع من الإنتاجية، حيث ينتهي موسم النمو بفترات مشمسة أو باردة قصيرة.
ويمكن تطبيق امتداد الموسم على المناخات الأخرى، حيث تنتهي سنة النمو بظروف غير البرد والفترات القصيرة المشمسة (مثل الموسم المطير).